# Sascha Weiss
Sascha Weiss (* 1. Februar 1977 in Leutkirch) ist ein deutscher Koch.

## Leben
Weiss wurde 2000 Küchenchef und Patron im Gasthaus Krone in Biengen.
Von 2010 bis 2020 war er Küchenchef und Patron im Restaurant Wolfshöhle Freiburg im Breisgau. Von 2016 bis 2021 wurde das Restaurant mit einem Michelinstern ausgezeichnet.
Im Juli 2020 erlitt er einen schweren Herzinfarkt und musste das Restaurant schließen. Die Sauerstoffunterversorgung des Gehirns führte dazu, dass er sein Gedächtnis verlor. Der SWR erstellte 2024 eine Dokumentation über sein Leben nach dem Wendepunkt.
Das Restaurant Wolfshöhle wurde im Februar 2022 von Martin Fauster übernommen. 2024 führt er mit seiner Frau das nahe dem ehemaligen Restaurant gelegene Feinkostgeschäft Rädle Feine Kost.

## Auszeichnungen
- 2016–2020: ein Michelin-Stern für das Restaurant Wolfshöhle